# Tom Baker (football)
Pour les articles homonymes, voir Tom Baker et Baker.
Thomas George Baker, plus connu sous le nom de Tom Baker, né le 6 avril 1936 à Maerdy (pays de Galles) et mort le 23 avril 2024, est un footballeur gallois, qui joue au poste de milieu de terrain et d'attaquant dans les années 1950-1960.

## Biographie
Tom Baker est retenu par le sélectionneur Jimmy Murphy pour disputer la Coupe du monde 1958 organisée en Suède. Il ne joue toutefois aucun match en équipe nationale.

## Palmarès
Plymouth Argyle
- Championnat d'Angleterre de troisième division (1) :
  - Champion : 1958-1959.